# Äppelsandbi
Äppelsandbi (Andrena helvola) är en art i insektsordningen steklar som tillhör överfamiljen bin och familjen grävbin. 

## Beskrivning
Arten har svart hudskelett med krämfärgad till vit behåring i ansiktet med en vit "mustasch" på hanens clypeus och orange behåring på mellankroppen (mörkare hos honan). Hanen har dessutom tydligt längre käkar. På bakkroppen har honan långa, brunorange hår på tergit 1 och 2, medan håren på de övriga tergiterna är ljusare och glesare. Ibland kan hon ha smala, ljusa tvärband på tergit 2 och 3. Bakbenens höfter har rent vita hårborstar för polleninsamling. Hanen har långa men glesa, krämfärgade hår på tergit 1 och 2, som lätt kan nötas bort hos äldre indivder, och breda, vida, ljusa hårband på sterniterna. Honan har en kroppslängd av 11 till 12 mm, hanen 8 till 10 mm.

## Ekologi
Äppelsandbiet förekommer i flera olika habitat, som skogsbryn och -gläntor, ängar, hedar, floddalar samt planteringar som häckar och trädgårdar. Den är polylektisk, den besöker blommor ur ett flertal familjer, som korgblommiga växter (maskrosor hästhov, hökfibblor), rosväxter (slån, aplar, plommonsläktet, hagtornssläktet, smultronsläktet, rosor, päronsläktet, hallonsläktet), ripsväxter (vinbärssläktet), ranunkelväxter (sippor) berberisväxter, nejlikväxter, videväxter och pionväxter. Arten flyger från mitten av april till juni.
De underjordiska larvbona grävs främst på områden med liten eller ingen växtlighet. Larvbona kan parasiteras av boparasiten skogsgökbi  , som lägger ägg i larvcellerna. Den resulterade larven lever av det insamlade matförrådet efter det att värdägget eller -larven dödats.

## Utbredning
Arten finns i Europa och Asien från Brittiska öarna i väster österut till Centralasien, Kaukasus, Sibirien och Kina, samt från mellersta Skandinaviska halvön i norr till sydöstra Spanien, Grekland och Turkiet i söder.
I Sverige förekommer arten främst i Götaland och Svealand, medan den i Finland framför allt påträffats längst i sydväst (inklusive Åland).
I Finland är arten rödlistad som sårbar ("VU"). Den är dock inte hotad i Sverige.